# Рзаев, Рамиль Абиль оглы
Рамиль Абиль оглы Рзаев (азерб. Ramil Əbil oğlu Rzayev; род. 13 августа 1976, Баку) — азербайджанский дипломат. Посол Азербайджана в Индонезии (с 2024).

## Биография
Родился 13 августа 1976 года в Баку.
В 1997 году окончил факультет международных отношений Бакинского государственного университета. В 1999 году окончил магистратуру факультета международного права данного университета.
В 2003 году окончил факультет международных отношений Дипломатической академии МИД России.
С 2000 по 2004 год — атташе управления СНГ МИД Азербайджана.
С 2004 по 2006 год — третий, с 2007 по 2009 год второй секретарь Консульского управления МИД Азербайджана.
В 2006 году являлся третьим секретарём посольства Азербайджана в России.
С 2009 по 2011 год — второй секретарь посольства Азербайджана в США.
С 2011 по 2013 год — первый секретарь управления правового обеспечения МИД Азербайджана.
С 2013 по 2017 год — первый секретарь посольства Азербайджана в Грузии.
С 2018 по 2020 год — первый секретарь посольства Азербайджана в Казахстане.
С 2020 по 2023 год — начальник Государственной протокольный службы МИД Азербайджана.
С 2023 по 20 декабря 2024 года — начальник управления Азиатско-Тихоокеанского региона МИД Азербайджана.
Посол Азербайджана в Индонезии (с 20 декабря 2024).
Владеет английским, русским и турецким языками.